# 王永锡 (1937年)
王永锡（1937年3月—2017年4月9日），江苏无锡人，中华人民共和国政治人物。

## 生平
1959年，毕业于清华大学土木工程系。1959年12月至1970年12月，在华侨大学任教师；1970年12月至1983年7月，在铜陵市自来水公司任技术员、工程师、副经理；1983年7月至1998年1月，任铜陵市人民政府副市长；1998年1月至2003年4月，任铜陵市政协副主席。2003年4月退休。2017年4月9日，在铜陵市逝世，享年81岁。